# Jesi

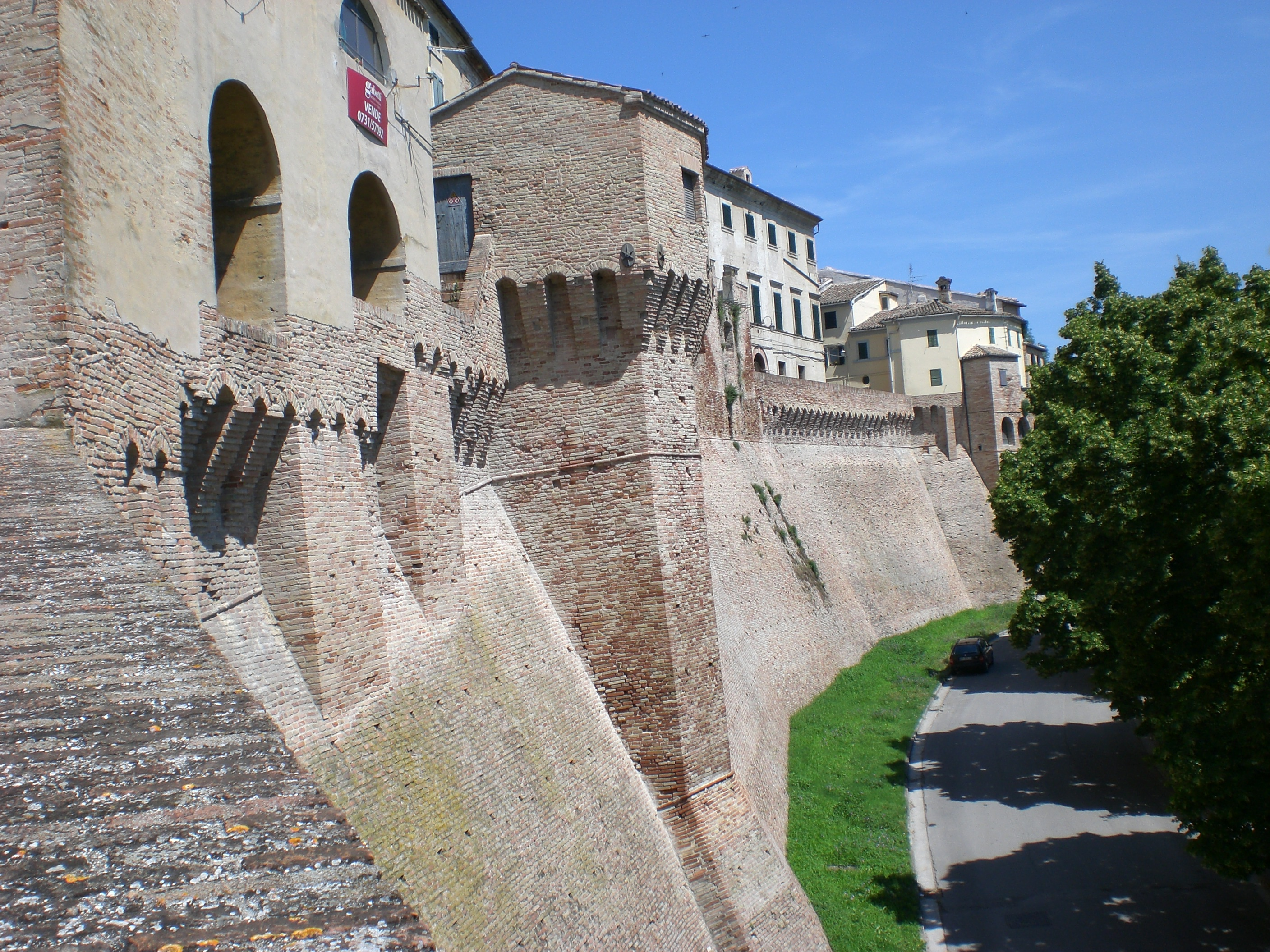
Historische Stadtmauer

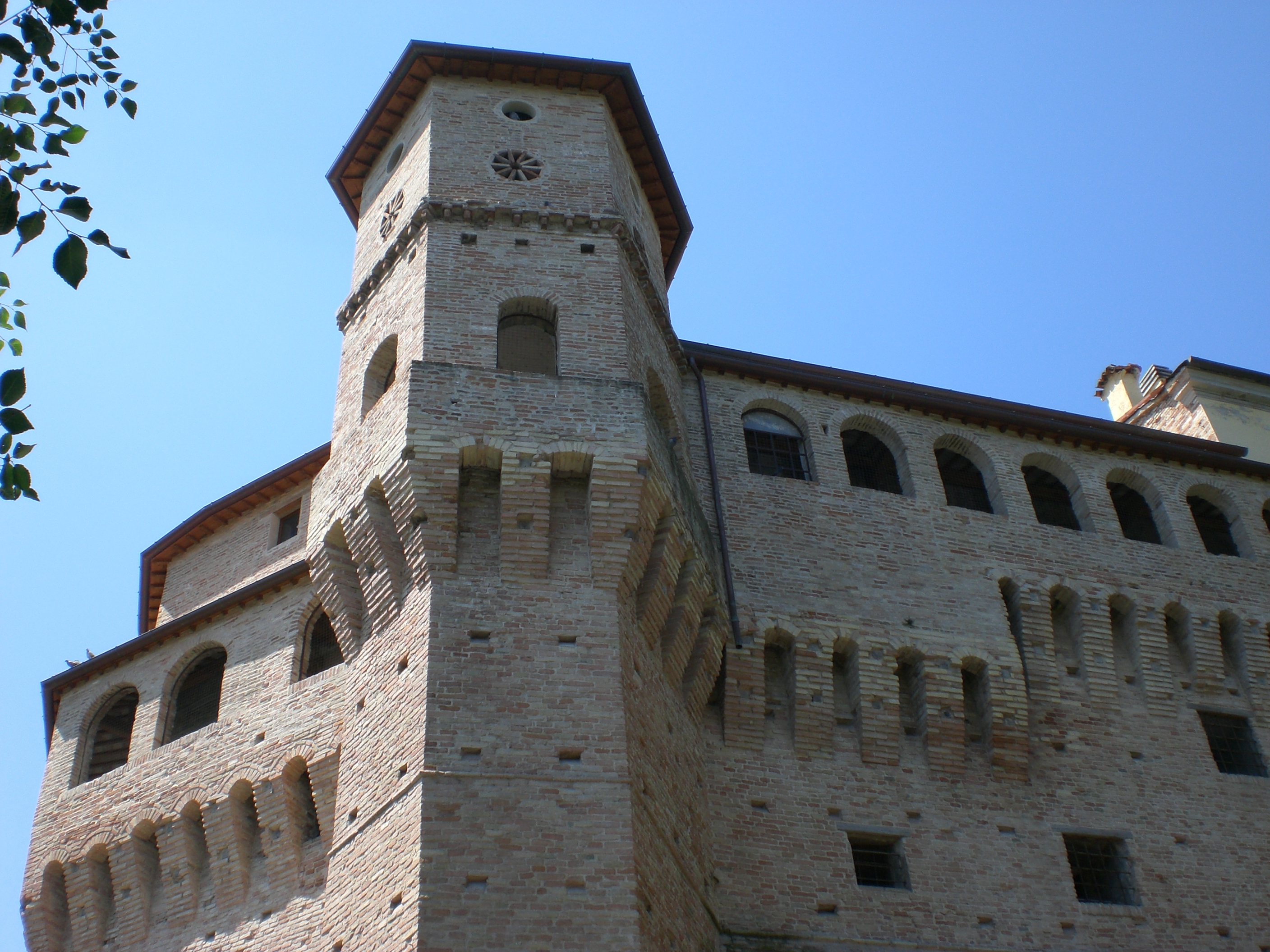
Montirozzo

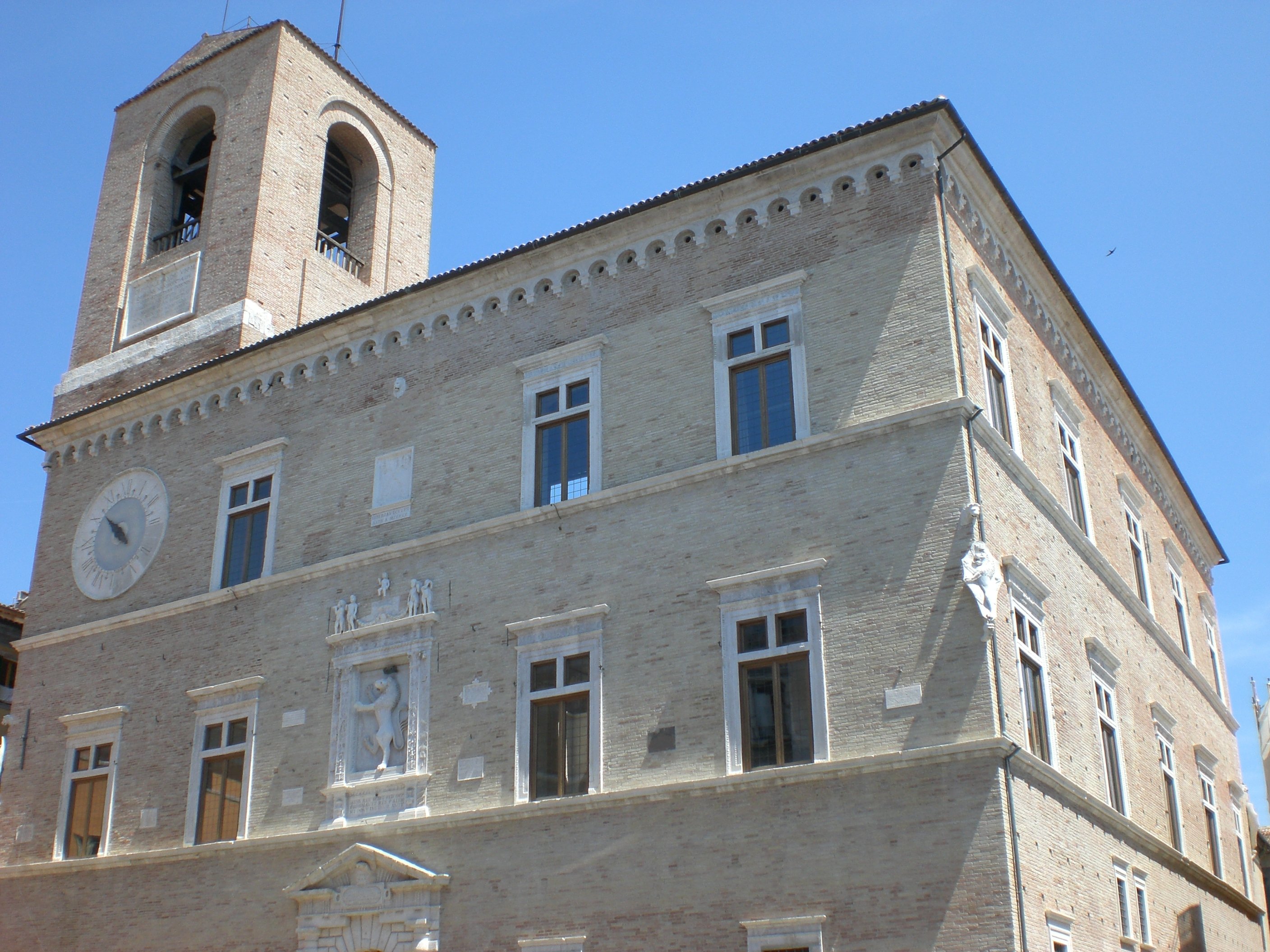
Der Palazzo della Signoria in Jesi

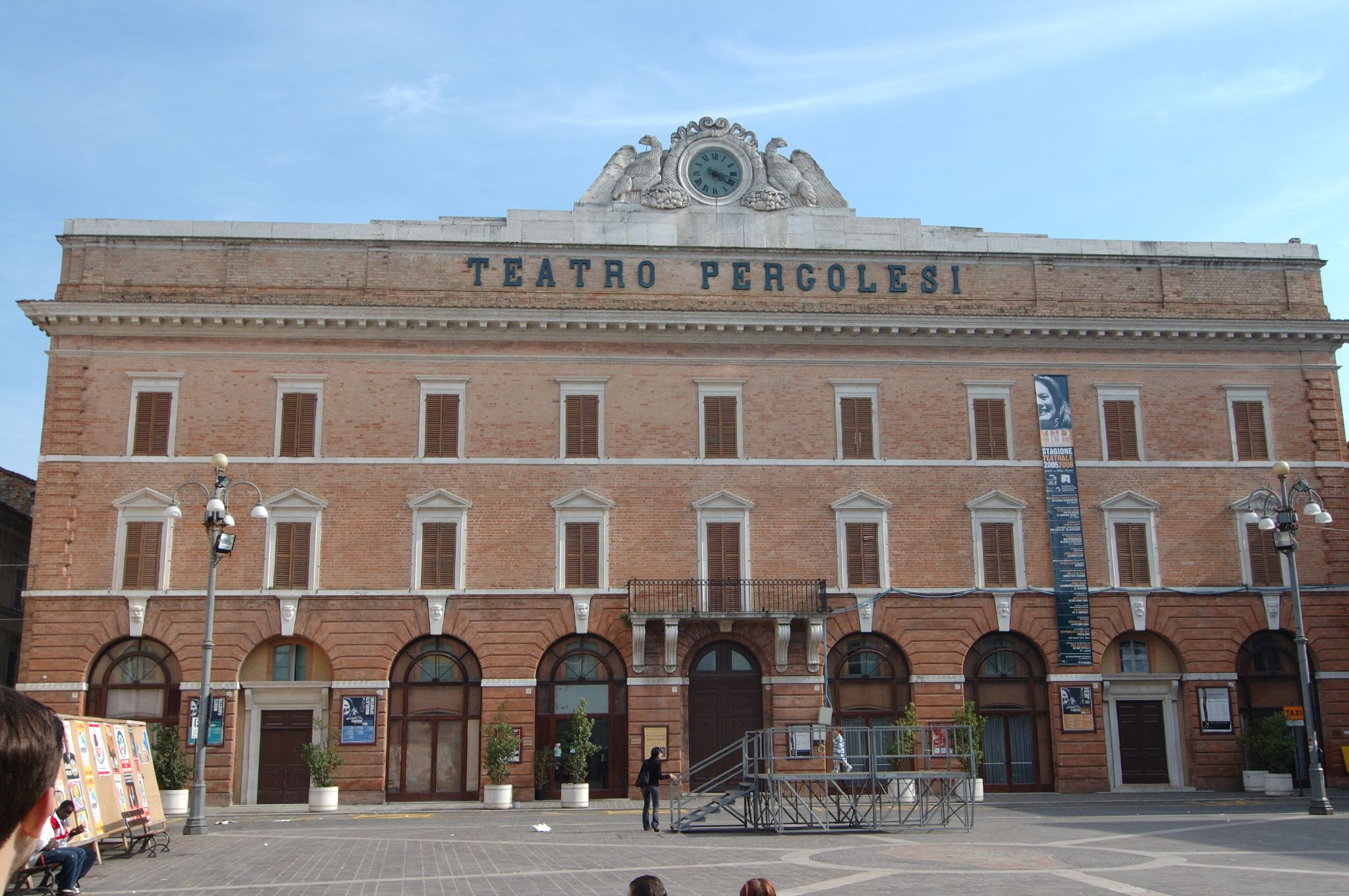
Das Pergolesi-Theater

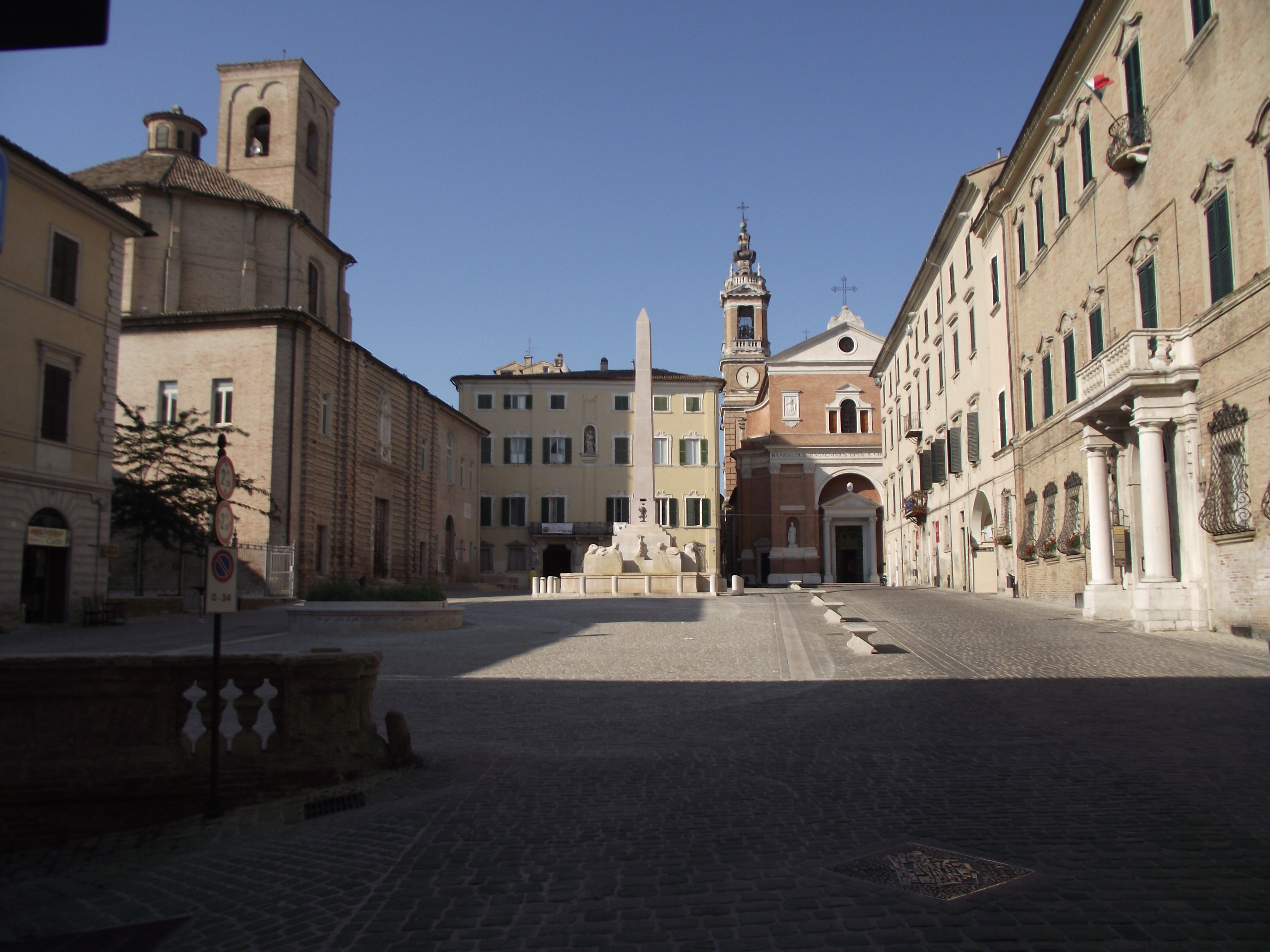
Der alte Marktplatz in Jesi trägt heute den Namen Piazza Federico II. An Friedrichs Geburt erinnert heute ein Brunnen mit einem Obelisken, dahinter steht der Dom.

Jesi ist eine Stadt mit 39.301 Einwohnern (Stand 31. Dezember 2023) in der Provinz Ancona, Region Marken in Mittelitalien in der Nähe der Hafenstadt Ancona am Fluss Esino.
Jesi war lange Zeit das Zentrum eines kleinen Stadtstaates.
Auf der anderen Seite des Esino wächst der bekannte Weißwein Verdicchio dei Castelli di Jesi.

## Lage und Daten
Die Nachbargemeinden sind Agugliano, Camerata Picena, Castelbellino, Chiaravalle, Cingoli (MC), Filottrano, Maiolati Spontini, Monsano, Monte Roberto, Monte San Vito, Polverigi, San Marcello, San Paolo di Jesi, Santa Maria Nuova und Staffolo.

## Geschichte
Jesi wurde vom Volk der Umbrer gegründet und später von den Etruskern erobert. Nach der Schlacht von Sentinum gewannen die Römer 295 v. Chr. die Oberhoheit über Ort und Region. Seinerzeit hieß die Gemeinde Aesis. Nach dem Ende des Weströmischen Reiches gehörte Jesi anfangs zum Oströmischen Reich. 756 wurde Jesi zusammen mit anderen Städten der Kirche vermacht – ein Status, der im Jahre 800 bei der Krönung von Karl dem Großen wieder rückgängig gemacht wurde. Ab sofort gehörte Jesi zur neu geschaffenen Grafschaft Marche. 999 übertrug Kaiser Otto III. Jesi wieder an die Kirche. In dieser Zeit begann sich die feudale Struktur des Ortes herauszubilden. Im Laufe des 11. Jahrhunderts wurde der Ort neu befestigt. In diese Zeit fallen auch der Bau der Kathedrale, des Palastes der Stadtverwaltung und die Niederschrift der Verfassung des Ortes.
1194 wurde der zukünftige Kaiser Friedrich II. in Jesi geboren, der dem Ort in der Folge den Rang einer Reichsstadt verlieh. Weiterhin blieb das Schicksal von Jesi eng verbunden mit dem der Staufer, speziell mit Friedrichs Söhnen Enzio und Manfred. Nach dem Ende der Staufer wurde das Geschick des Ortes beeinflusst von den Familien Malatesta, Braccio da Montone und Sforza, bis schließlich 1447 Francesco Sforza Jesi an den Papst und damit den Kirchenstaat verkaufte. In dieser wechselvollen Zeit erlebte Jesi einen allgemeinen wirtschaftlichen Niedergang.
Der Maler Lorenzo Lotto steht, neben anderen, für die Wiederbelebung der Stadt. Er schuf in Jesi für mehrere Kirchen bedeutende Kunstwerke. 1472 wurde in Jesi eine der ersten Ausgaben der Göttlichen Komödie gedruckt, und auch der Ausbau der Stadt nahm zu dieser Zeit einen Aufschwung. Ab etwa 1500 übernahmen örtliche Grundbesitzer die Regierung des Ortes, was bis Ende des 18. Jahrhunderts anhielt – bis 1797 die Truppen Napoleons diesen Zustand beendeten. Ebenfalls im 18. Jahrhundert wurden zwei weitere bedeutende Söhne der Stadt geboren, die Musiker Giovanni Battista Pergolesi und Gaspare Spontini. Nach 1808 wurde Jesi einer der Hauptorte des Bezirks Metauro.
1815, nach dem Ende der Napoleonischen Kriege, entwickelte sich in Jesi ein nicht-kirchliches, bürgerliches Gemeinwesen. In dieser Zeit begann auch die Industrialisierung. Der Beginn der Bewegung zur Schaffung einer italienischen Nation fand auch in Jesi Widerhall. Der aus Jesi stammende Marchese Antonio Colocci wurde 1849 für die Provinz Ancona in die konstituierende Versammlung der Römischen Republik gewählt – und nach der Einheit, 1860, zum italienischen Senator. Im selben Jahr vertrieben italienische Truppen die letzten Einheiten des Papstes aus Jesi; seither gehört die Stadt zu Italien.

## Verkehr
Jesi liegt rund 15 Kilometer südwestlich des Flughafens Ancona und der dort vorbeiführenden Adria-Autobahn A14 und der Strada Statale 16 Adriatica. Von letzterer zweigt am Flughafen Ancona die autobahnähnliche Straße SS 76 ab, die über Jesi nach Umbrien und über die Strada Statale 3 Via Flaminia weiter nach Rom führt. An der Küste verläuft neben der SS 16 auch die Bahnstrecke Bologna–Ancona, von der bei Falconara die Bahnstrecke nach Jesi und weiter nach Rom abzweigt. Zwischen Jesi und dem Flughafenbahnhof Castelferretti sowie der Innenstadt von Ancona besteht somit eine Bahnverbindung. Bei Jesi lag von 1914 bis 1963 ein Militärflugplatz, heute hat die Stadt ein kleines Flugfeld für die Allgemeine Luftfahrt.

## Politik

### Bürgermeister
Bürgermeister der Stadt ist Massimo Bacci.

### Städtepartnerschaften
Jesi ist aufgrund seiner staufischen Geschichte mit Waiblingen in Baden-Württemberg und über diese mit deren französischer Partnerstadt Mayenne in Frankreich verbunden.

## Wirtschaft

### Ansässige Unternehmen
In Jesi befindet sich ein Werk von New Holland.

## Persönlichkeiten

### Söhne und Töchter der Stadt
- Friedrich II. (1194–1250), römisch-deutscher Kaiser
- Giovanni Battista Pergolesi (1710–1736), Komponist
- Bernardino Honorati (1724–1807), Kardinal der katholischen Kirche
- Gaspare Bernardo Pianetti (1780–1862), Kardinal der katholischen Kirche
- Giuseppe Balducci (1796–1845), Komponist
- Rafael Sabatini (1875–1950), Schriftsteller
- Corrado Olmi (1926–2020), Schauspieler
- Valeria Moriconi (1931–2005), Schauspielerin
- Roberto Mancini (* 1964), Fußballspieler und -trainer
- Giancarlo Falappa (* 1964), Motorradrennfahrer
- Luciano Paolucci Bedini (* 1968), römisch-katholischer Geistlicher, Bischof von Gubbio und Città di Castello
- Giovanna Trillini (* 1970), Florett-Fechterin
- Valentina Vezzali (* 1974), Florett-Fechterin
- Elisa Di Francisca (* 1982), Florett-Fechterin
- Alice Bellagamba (* 1987), Schauspielerin und Tänzerin
- Cristina Lenardon (* 1989), Handballspielerin

### Persönlichkeiten, die vor Ort gewirkt haben
- Baccio Pontelli (ca. 1450–1492), Architekt
- Lorenzo Lotto (1480–1557), Maler
- Gaspare Spontini (1774–1851), Komponist und Dirigent